# NGC 5607
NGC 5607 је спирална галаксија у сазвежђу Мали медвед која се налази на NGC листи објеката дубоког неба.
Деклинација објекта је + 71° 35' 17" а ректасцензија 14h 19m 26,7s. Привидна величина (магнитуда) објекта NGC 5607 износи 13,1 а фотографска магнитуда 14,0. NGC 5607 је још познат и под ознакама IC 1005, UGC 9189, MCG 12-41-1, MK 286, 7ZW 547, IRAS 14188+7148, CGCG 337-7, PGC 51182.